# Nannostomus bifasciatus
Nannostomus bifasciatus és una espècie de peix de la família dels lebiasínids i de l'ordre dels caraciformes.

## Morfologia
- Els mascles poden assolir 3,4 cm de longitud total.[4][5]

## Reproducció
Es reprodueix en captivitat.

## Hàbitat
És un peix d'aigua dolça i de clima tropical (23 °C-27 °C).

## Distribució geogràfica
Es troba a Sud-amèrica: rius costaners de Surinam i la Guaiana Francesa.